# NHL 1922/1923
Sezóna 1922/1923 byla 6. sezonou NHL. Vítězem NHL se stal tým Ottawa Senators, který následně v semifinále Stanley Cupu porazil vítěze PCHA - Vancouver Maroons a ve finále porazil vítěze WCHL - Edmonton Eskimos, čímž si vybojoval i Stanley Cup.

## Konečná tabulka základní části
Prvenství v základní části obhájil tým Ottawa Senators.
| Tým                  | Z  | V  | P  | R | B  | VG | IG  |
| -------------------- | -- | -- | -- | - | -- | -- | --- |
| Ottawa Senators      | 24 | 14 | 9  | 1 | 29 | 77 | 54  |
| Montreal Canadiens   | 24 | 13 | 9  | 2 | 28 | 73 | 61  |
| Toronto St. Patricks | 24 | 13 | 10 | 1 | 27 | 82 | 88  |
| Hamilton Tigers      | 24 | 6  | 18 | 0 | 12 | 81 | 110 |

## Play off o vítězství v NHL
Montreal Canadiens vs. Ottawa Senators
| Datum     | Tým                | Skóre | Tým                | Skóre |
| --------- | ------------------ | ----- | ------------------ | ----- |
| 7. března | Montreal Canadiens | 0     | Ottawa Senators    | 2     |
| 9. března | Ottawa Senators    | 1     | Montreal Canadiens | 2     |

Ottawa zvítězila celkově 3:2.

## Ocenění
O'Brien Cup — Ottawa Senators

## Finále Stanley Cupu
Všechny zápasy byly hrány v Denman Areně ve Vancouveru.

### Účastníci
- Ottawa Senators - vítěz NHL 1922/1923
- Vancouver Maroons - vítěz PCHA 1922/1923
- Edmonton Eskimos - vítěz WCHL 1922/1923

### Semifinále
Ottawa Senators vs. Vancouver Maroons
| Datum      | Hosté           | Skóre | Domácí            | Skóre |
| ---------- | --------------- | ----- | ----------------- | ----- |
| 16. března | Ottawa Senators | 1     | Vancouver Maroons | 0     |
| 19. března | Ottawa Senators | 1     | Vancouver Maroons | 4     |
| 23. března | Ottawa Senators | 3     | Vancouver Maroons | 2     |
| 26. března | Ottawa Senators | 5     | Vancouver Maroons | 1     |

Ottawa zvítězila 3:1 na zápasy a postoupila do finále.

### Finále
Ottawa Senators vs. Edmonton Eskimos
| Datum      | Hosté           | Skóre | Domácí           | Skóre |
| ---------- | --------------- | ----- | ---------------- | ----- |
| 29. března | Ottawa Senators | 2     | Edmonton Eskimos | 1p    |
| 31. března | Ottawa Senators | 1     | Edmonton Eskimos | 0     |

Ottawa zvítězila 2:0 na zápasy a získala Stanley Cup